# Makaria (Tochter des Hades)
Makaria (altgriechisch Μακαρία Makaría, deutsch ‚Seligkeit‘, lateinisch Macaria) ist in der griechischen Mythologie die Tochter des Hades und vermutlich der Persephone. Sie verkörpert den gesegneten Tod.
Erwähnt wird sie lediglich in der Suda. Dort wird sie auch als ein Euphemismus aufgefasst. Statt in „Elend und Verdammnis“ zu kommen, verwendet man den Ausdruck „Glückseligkeit zu erlangen“. Dies wird vor allem bei den Menschen (Heroen) verwendet, die sich aufgrund ihres Mutes selbst in Gefahr brachten. Auch die Toten wurden als „die Seligen“ betitelt.
Die Insel der Seligen trägt im Griechischen den Namen Μακάρων νῆσοι makárōn nḗsoi. Eine Verbindung zu Makaria lässt sich so herstellen. Die Makaronesischen Inseln leiten sich ebenfalls davon ab.